# 머스터드 황
머스터드 황(sulfur mustard, sulphur mustards, 설파 머스터드) 또는 머스터드 가스, 겨자탄(mustard gas)이란 세포독성, 수포성, 화학전 약품이다. 피부에 노출되면 커다란 물집이 잡힐 수 있다.

## 합성
SCl2 + 2 C2H4 → (Cl-CH2CH2)2S
3 (HO-CH2CH2)2S + 2 PCl3 → 3 (Cl-CH2CH2)2S + 2 P(OH)3
(HO-CH2CH2)2S + 2 HCl → (Cl-CH2CH2)2S + 2 H2O

## 같이 보기
- 나이트로젠 머스터드